# Molle Punku de Yamparáez
Molle Punku de Yamparáez (auch Molle Punku oder Molle Puncu) ist eine Ortschaft im Departamento Chuquisaca im südamerikanischen Andenstaat Bolivien.

## Lage im Nahraum
Molle Punku ist der zweitgrößte Ort des Kanton Yamparáez im Municipio Yamparáez in der Provinz Yamparáez. Die Ortschaft liegt im Höhenzug der bolivianischen Cordillera Central auf einer Höhe von 3129 m im Quellbereich des Quebrada Chejta Khasa, der in seinem weiteren Verlauf in den nach Norden fließenden Río Sjta Mayu fließt.

## Geographie
Yamparáez liegt zwischen dem Altiplano und dem bolivianischen Tiefland im Höhenzug der bolivianischen Cordillera Central. Das Klima ist ein kühl-gemäßigtes Höhenklima mit typischem Tageszeitenklima, bei dem die Temperaturunterschiede im Tagesverlauf stärker schwanken als im Jahresverlauf.
Die Jahresdurchschnittstemperatur in der Region liegt bei etwa 9 °C (siehe Klimadiagramm Tarabuco), die Monatsdurchschnittswerte schwanken zwischen 6 °C im Juli und 11 °C im November. Der Jahresniederschlag beträgt 600 mm und weist vier aride Monate von Mai bis August mit Monatswerten unter 10 mm auf, und eine deutliche Feuchtezeit von Dezember bis Februar mit Monatsniederschlägen zwischen 100 und 125 mm.

## Verkehr
Molle Punku liegt in einer Entfernung von 31 Straßenkilometern südöstlich von Sucre, der Hauptstadt des Departamentos.
Die Ortschaft liegt drei Kilometer nördlich der 976 Kilometer langen Nationalstraße Ruta 6, die Sucre mit dem bolivianischen Tiefland und der dortigen Millionenstadt Santa Cruz verbindet. Die Fernstraße führt von Sucre aus nach Yamparáez und weiter in östlicher Richtung nach Tarabuco und Zudáñez.
Knapp einen Kilometer nach Passieren der Ortseinfahrt von Yamparáez zweigt eine unbefestigte Landstraße in nordwestlicher Richtung von der Ortsumgehung der Ruta 6 ab und führt direkt nach Molle Punku.

## Bevölkerung
Die Einwohnerzahl der Ortschaft ist im vergangenen Jahrzehnt auf mehr als das Doppelte angestiegen:
| Jahr | Einwohner         | Quelle       |
| ---- | ----------------- | ------------ |
| 1992 | keine Detaildaten | Volkszählung |
| 2001 | 305               | Volkszählung |
| 2012 | 642               | Volkszählung |
| 2024 |                   | Volkszählung |

Die Region weist einen hohen Anteil an Quechua-Bevölkerung auf, im Municipio Yamparáez sprechen 98,8 Prozent der Bevölkerung Quechua.